# Жирятино (Брянская область)
Жиря́тино — село в Брянской области, административный центр Жирятинского района и Жирятинского сельского поселения.
Население 2501 чел. (2013) — наименьший из райцентров Брянской области.
Расположено в 50 километрах к западу от Брянска на правом берегу реки Судости, в её верхнем течении.

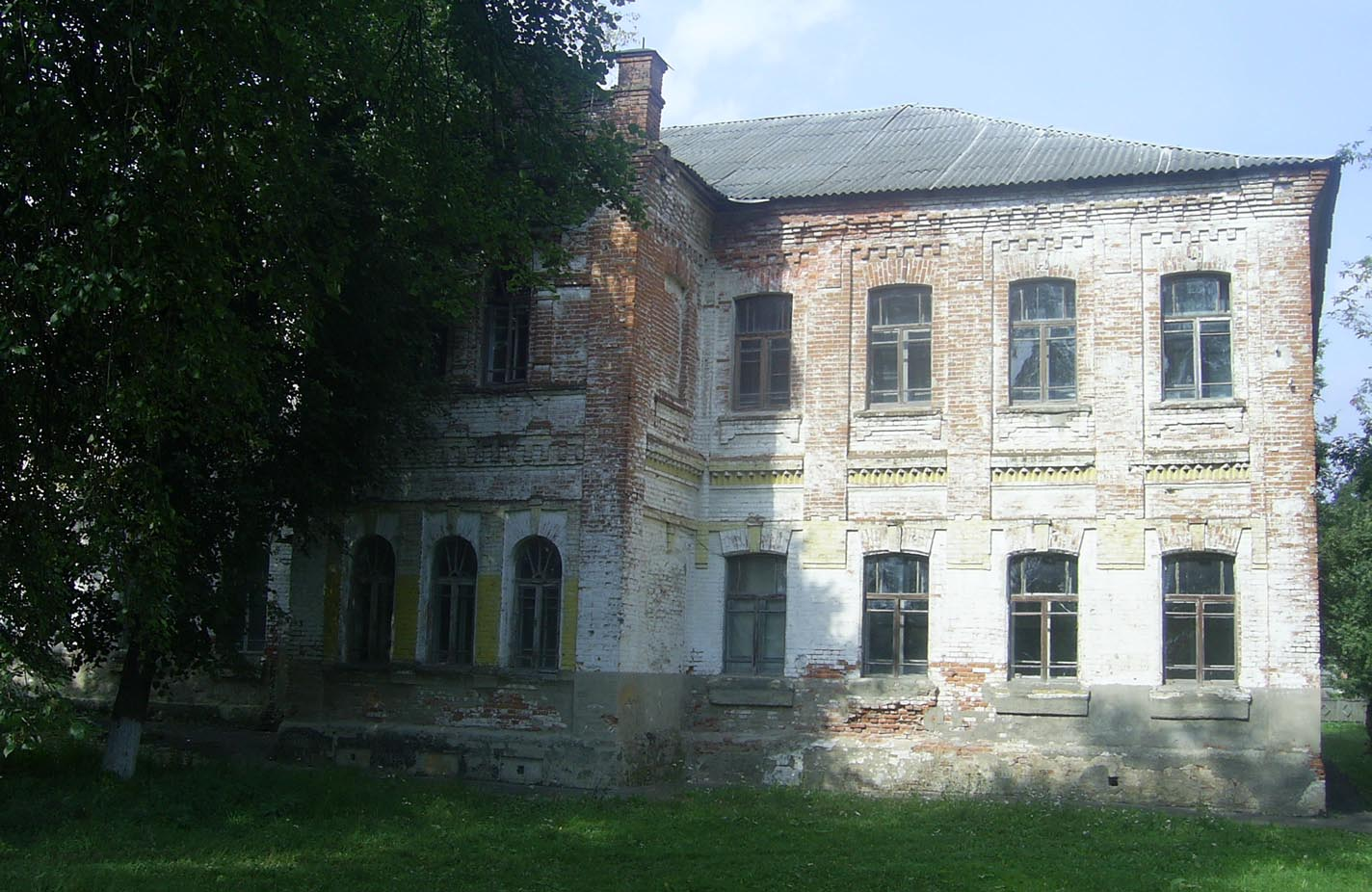
Здание Жирятинской школы (1905)

## История
Жирятино — одно из древнейших сёл Брянщины, однако в прежние века не имело особенного значения.
Впервые оно упоминается в одной из грамот, датированных 1494 годом. В ней брянский боярин Еня Карпович «бьёт челом» Великому Литовскому князю Александру с просьбой пожаловать ему «имение в Брянском повете на имя Жирятин». Само же поселение появилось, по-видимому ещё раньше. Его название происходит от древнерусского имени Жирята, которое носил либо основатель, либо один из первых владельцев села.
В XVI веке — владение князей Барятинских; с XVIII века — Тютчевых и др., с середины XIX века — Н. М. Васильчикова, построившего здесь сахарный и винокуренный заводы. В 1875 году была открыта земская школа. С конца XIX века упоминается и почтовое отделение, одно из старейших на Брянщине.
В XVII веке Жирятино было уже достаточно крупным селом. Судя по церковным описям 1654 года, в то время в нём было две церкви — Воздвижения и Николы. Крестовоздвиженская церковь упоминается как запустевшая в годы Смуты; позднее возобновлена (отсюда другое название села — Воздвиженское). Последнее, каменное здание храма было возведено на средства Ф. П. Тютчева в 1783 году (разрушено в 1940-х гг.).
В XVII—XVIII вв. Жирятино входило в состав Подгородного стана Брянского уезда; с 1770-х гг. в Трубчевском уезде (с 1861 — в составе Красносельской волости, с 1910 в Малфинской волости; в 1918—1919 — центр временно образованной Никольской волости). В 1924—1929 — волостной центр в составе Бежицкого уезда. С 1929 — центр Жирятинского района, при временном упразднении которого (1932—1939, 1957—1985) входило в Брянский район.
В годы Великой Отечественной войны было оккупировано с сентября 1941 по 19 сентября 1943 года.
С 1985 года Жирятино — снова райцентр. На сегодняшний день старейшим зданием села является школа (доныне действующая титов в этом качестве), построенная в 1905 году.
С мая по июль 1986 г. перестройку работы жирятинской районной газеты «Коммунист» (ныне — «Жирятинский край») проводил по заданию ЦК КПСС командированный из Москвы главный редактор «Учительской газеты» В. Ф. Матвеев.

## Экономика
В начале XX века в Жирятино действовали винокуренный завод, пенькотрепальное заведение, конноприводной, хлопкочесальный, ветряная мельница и промышленная кузница. В настоящее время в селе имеется спирто-водочный завод, а также сельскохозяйственные предприятия «Жирятинское ТОО» и ООО «Снежка-Жирятино».

## Население
|               | 1866 | 1886 | 1926 | 1979 |
| ------------- | ---- | ---- | ---- | ---- |
| Число жителей | 396  | 146  | 640  | 1242 |

| 1989 | 2002  | 2010  | 2013  |
| ---- | ----- | ----- | ----- |
| 1725 | ↗2371 | ↗2537 | ↘2501 |

## Археология
На поселении Бересток-Ивник археологи нашли двучастные удила с бронзовыми многогранными в сечении кольцами.